# I Got 5 on It
«I Got 5 on It» — сингл американського реп-гурту Luniz з їхнього дебютного студійного альбому Operation Stackola. Пісня стала найвідомішим треком у кар'єрі дуету й допомогла зробити Operation Stackola їхньою найпродаванішою платівкою.

## Слова й музика
Семпли: «Jungle Boogie» Kool & the Gang, «Why You Treat Me So Bad» Club Nouveau та «Top Billin'» Audio Two.
Фраза «I Got 5 on It» означає купляти половину 10-доларового пакунку з марихуаною. Текст пісні підтверджує це: «Kinda broke so ya know all I gots five, I got five», «Unless you pull out the fat, crispy five dollar bill on the real before its history», «I got 5 on it, let's go half on a sack».
На офіційному реміксі, «Bay Ballas Remix», присутні, крім початкових виконавців, безліч реперів району Затоки: Дрю Даун, E-40, Річі Річ, Shock G (зазначений під альтер-еґо Гампті Гамп) та Spice 1. У своєму куплеті Дрю Даун заявляє, що «5» може також означати $ 500 або, для особливо багатих, Mercedes-Benz 500E. У той же час Numskull зазначає, що така практика може використовуватися й для оплати алкогольних напоїв, зокрема Hennessy, Seagram's чи напоїв із солодом.

## Інші версії
Інструментал «I Got 5 on It» використано в пісні «Satisfy You» у виконанні Паффа Дедді з участю Ар Келлі. На офіційному реміксі цієї композиції (West Side Remix) присутні Luniz. На інструментал також записали свої фрістайли: The Game, Ллойд Бенкс, Lil Flip, Potluck та ін. Турецький репер Емре Барансел записав «Ver 5'i» з участю Sahtiyan і Ceza.
Twiztid зробили кавер-версію офіційного реміксу. Трек під назвою «Bonus Flavor» з участю Insane Clown Posse, Blaze Ya Dead Homie, Anybody Killa, Esham та Lavelon увійшов до їхнього студійного альбому Man's Myth (Vol. 1).
Композицію використали як семпл на офіційному реміксі синглу «Bed» R&B-співака Джея Голідея, на котрому присутні репери Trina й Джа Рул, у пісні Дженніфер Лопес з участю Nas «I'm Gonna Be Alright», у «Whatcha Goin' Do» Daz і W.C. (2013), «Heaven or Hell» Міка Мілла (2013), «I Know» Йо Ґотті (2013).
Свої версії також записали Big Sean («5 Bucks [5 on It]» з участю Chip tha Ripper і Curren$y), Lil Bow Wow («Irresistible» з уч. Джессіки Сімпсон), Big Freedia («Na Who Mad»; 2011).
У 2000 Yukmouth разом з Мак Моллом, Fed-X і Killa Tay з'явився на сиквелі під назвою «G'z on It», що потрапив на платівку останнього, Snake Eyes.

## Список пісень
12" сингл
Сторона А:
1. «I Got 5 on It» (clean version) — 4:13
2. «I Got 5 on It» (instrumental) — 4:14

Сторона Б:
1. «So Much Drama» (LP version) (street) з участю Nik Nack — 5:14
2. «So Much Drama» (instrumental) — 5:14

CD-сингл (Американська версія)
1. «I Got 5 on It» (clean short mix) — 3:59
2. «I Got 5 on It» (clean bay ballas vocal remix) з участю Dru Down, E-40, Humpty Hump, Richie Rich, Shock G та Spice 1 — 4:12
3. «I Got 5 on It» (gumbo funk remix) remixed by N.O. Joe (4:50)
4. «I Got 5 on It» (clean weedless mix) — 4:12

Сингл на касеті
Сторона А:
1. «I Got 5 on It» (clean short mix)
2. «I Got 5 on It» (clean bay ballas vocal remix) з участю Dru Down, E-40, Humpty Hump, Richie Rich та Spice 1
3. «I Got 5 on It» (drop zone rub 1)
4. «I Got 5 on It» (drop zone rub 2)

Сторона Б:
1. «I Got 5 on It» (clean short mix)
2. «I Got 5 on It» (clean bay ballas vocal remix) з участю Dru Down, E-40, Humpty Hump, Richie Rich та Spice 1
3. «I Got 5 on It» (drop zone rub 1)
4. «I Got 5 on It» (drop zone rub 2)

## Чартові позиції
| Чарт (1995/1996)                   | Найвища позиція |
| ---------------------------------- | --------------- |
| Австрія                            | 6               |
| Валлонія                           | 7               |
| Велика Британія                    | 3               |
| Європа (Eurochart Hot 100)         | 6               |
| Ірландія                           | 6               |
| Нідерланди                         | 1               |
| Німеччина                          | 2               |
| Нова Зеландія                      | 24              |
| Норвегія                           | 2               |
| США                                | 8               |
| US Billboard Hot R&B/Hip-Hop Songs | 4               |
| Фландрія                           | 5               |
| Франція                            | 6               |
| Швейцарія                          | 2               |
| Швеція                             | 2               |
| Чарт (1998)                        | Найвища позиція |
| Велика Британія                    | 28              |

### Річні чарти
| Чарт (1995) | Позиція |
| ----------- | ------- |
| США         | 36      |
| Чарт (1996) | Позиція |
| Австрія     | 34      |
| Валлонія    | 22      |
| Нідерланди  | 28      |
| Фландрія    | 18      |
| Франція     | 32      |
| Швейцарія   | 22      |

## Сертифікації
| Країна          | Сертифікація | Наклад   |
| --------------- | ------------ | -------- |
| Велика Британія | Срібний      | 200 тис. |
| Німеччина       | Платиновий   | 500 тис. |
| Норвегія        | Золотий      | 5 тис.   |
| США             | Платиновий   | 1 млн.   |
| Франція         | Срібний      | 125 тис. |
| Швейцарія       | Золотий      | 25 тис.  |